# تامر عبد الحميد (لاعب كرة قدم)
 تامر عبد الحميد من مواليد 27 أكتوبر 1975 بمحافظة الدقهلية، لاعب كرة قدم مصري معتزل، لعب لنادي المنصورة ونادى الزمالك سابقًا، يشغل حاليًا منصب المدير الفني لنادي المصرية للاتصالات.

## المسيرة الاحترافية
لعب لنادي المنصورة في بداية مسيرته، أنتقل لنادي الزمالك عام 2000 وارتدى القميص رقم 20، يعد من أفضل اللاعبين الذين شغلوا مركز خط وسط مدافع في نادي الزمالك، يعد هدفه في مرمى فريق الرجاء البيضاوي المغربي في نهائي دوري أبطال أفريقيا هو الأشهر له على مدار مشاركته مع نادي الزمالك وهو الهدف الذي أهدى الزمالك لقبه الخامس لهذه البطولة.

## انجازاته
- 2 بطولة كأس العالم العسكري 1999 و2001.
- 1 كأس أفريقيا العسكري.

## انجازاته لنادى الزمالك
- 3 الدوري المصري الممتاز (2000/2001 & 2002/2003 & 2003/2004).
- 2 كأس مصر لموسم (2001/2002 & 2007 / 2008)
- 2 كأس السوبر المصري (2000/2001 & 2001/2002)
- 1 دورى أبطال أفريقيا 2002
- 1 كأس السوبر الافريقى 2002.
- 1 بطولة العرب للاندية 2002.
- كأس السوبر المصري السعودى 2002.

## روابط خارجية
- تامر عبد الحميد على موقع الاتحاد الدولي (مؤرشف)  (الإنجليزية)
- تامر عبد الحميد على موقع الاتحاد الأوربي (الإنجليزية)
- تامر عبد الحميد على موقع قاعدة بيانات كرة القدم.إي يو (الإنجليزية)
- تامر عبد الحميد على موقع ناشيونال فوتبول تيمز (الإنجليزية)
- صفحة اللاعب على موقع transfermarkt